# 甘肃木蓝
甘肃木蓝（学名：Indigofera potaninii），为豆科木蓝属下的一个植物种。